# Partito Borghese Democratico
Il Partito Borghese Democratico (PBD) (in tedesco Bürgerlich-Demokratische Partei - BDP, in francese Parti bourgeois démocratique Suisse - PBD e in romancio Partida burgais democratica Svizra -PBD) è stato un partito politico svizzero fondato a livello nazionale il 1º novembre 2008 da una scissione interna all'Unione Democratica di Centro (UDC), ma precedentemente esistente nei cantoni di Grigioni, Berna e Glarona.
È stato un partito rappresentato in Consiglio federale, dove contava due rappresentanti: Samuel Schmid e Eveline Widmer-Schlumpf.

## Origini
Il 12 dicembre 2007 l'Assemblea federale svizzera estromise Christoph Blocher (in carica come rappresentante dell'UDC) dal Consiglio federale in favore della compagna di partito Eveline Widmer-Schlumpf (il cui nome venne proposto e sostenuto soprattutto dal Partito Popolare Democratico, dal Partito Socialista Svizzero e dal Partito Ecologista Svizzero) con 115 voti contro 125 al secondo turno di scrutinio.
In seguito a questa elezione l'UDC decise di passare direttamente all'opposizione, e dichiarò pertanto i propri rappresentanti in Consiglio federale "senza partito". La politica intrapresa dalla direzione dell'UDC portò a un peggioramento dei già esistenti dissidi tra le due ali dell'UDC (quella nazional-conservatrice legata a Blocher e quella liberale e più moderata legata a Widmer-Schlumpf). Il 2 aprile 2008 il comitato centrale del partito, dopo la diffusione di un reportage della televisione svizzera di lingua tedesca in cui si sosteneva che la candidata fosse al corrente delle manovre in atto tra gli altri partiti per estromettere Christoph Blocher, intimò alla neoeletta consigliera federale di dimettersi dal partito e dal governo.
Il rifiuto di Eveline Widmer-Schlumpf di abbandonare la carica spinse l'UDC nazionale ad ordinare alla sezione grigionese (cui apparteneva Widmer-Schlumpf, unica istanza in grado di attuare tale provvedimento) l'avvio di una procedura d'espulsione dal partito. I delegati dell'UDC grigionese si rifiutarono tuttavia di allontanare la propria rappresentante. Come risposta, il 1º giugno 2008 l'assemblea del partito nazionale decise per l'espulsione dell'intera sezione cantonale considerata dissidente.
Il giorno seguente, parte della sezione UDC bernese (tra cui il consigliere federale Samuel Schmid) decisero di staccarsi a loro volta dal partito e di appoggiare i colleghi grigionesi.

## Fondazione delle prime sezioni cantonali del PBD e nascita del PBD svizzero
Il 16 giugno 2008, a Landquart, viene fondata la sezione grigionese del Partito Borghese Democratico seguita una settimana dopo da quella bernese e, nel mese successivo, da quelle zurighese e glaronese.
Il 1º novembre 2008, alla presenza di delegati provenienti anche da Argovia e Turgovia, si tiene a Glarona l'assemblea costitutiva del partito, in cui viene eletto alla presidenza il consigliere nazionale Hans Grunder.
Per l'UDC, a livello federale, la scissione ha rappresentato la perdita di 4 consiglieri nazionali su 62, di 1 consigliere agli stati su 7 e di entrambi i consiglieri federali, tutti inizialmente eletti come rappresentanti democentristi e poi passati al PBD (uno per scelta, l'altra per espulsione dal partito d'origine).